# Héroïne (corvette)
L'Héroïne est un navire de guerre français, en service de 1830 à 1850. C'est une corvette de 32 canons à gaillards et batterie couverte, proche d'une frégate, appartenant à la classe Ariane, série de 20 bâtiments construits sur les plans de l'ingénieur Paul Marie Leroux (1786-1853), petit-fils du constructeur naval Jacques-Noël Sané.
L'Héroïne est construite à Brest entre le 21 novembre 1827 et le 8 mai 1830, sa carène est doublée en cuivre. Son gréement est celui d'un trois-mâts carré.

## Campagnes
Du 10 août 1830 au 16 novembre 1831 : campagne dans l'océan Indien, sous le commandement de M.[Qui ?] Picard, capitaine de frégate (départ de Brest, escales à l'île Bourbon et Pondichéry, retour à Brest),.
Du 27 décembre 1831 au 19 avril 1832 : mission diplomatique au Mexique, sous le commandement de Pierre-Joseph Roy, capitaine de frégate (départ de Brest, retour à Brest).
Du 8 mai 1832 au 29 décembre 1832 : mission au Portugal, sous le commandement de P. J. Roy, capitaine de frégate (départ de Brest, escale à Lisbonne et Madère, retour à Brest),.
Printemps et été 1833 : croisière en Manche et mer du Nord, sous le commandement de P. J. Roy, capitaine de frégate, puis de M. Crespel, capitaine de frégate (départ de Brest, escales à Dunkerque et Flessingue, retour à Cherbourg).
L'Héroïne est présente à Cherbourg lors de la visite du roi Louis-Philippe Ier en septembre 1833. Une visite de la corvette par le roi était prévue, mais doit être annulée en raison des conditions météorologiques.
Du 18 septembre 1833 au 23 février 1834 : mission au Portugal, sous le commandement de Charles Baudin, capitaine de frégate puis capitaine de vaisseau (départ de Cherbourg, escale à Lisbonne, retour à Brest),.
Du 31 mars 1834 au 23 avril 1835 : mission en Martinique, sous le commandement de M. de Courville, capitaine de frégate, puis de M. Dagorne, lieutenant de vaisseau (départ de Brest, escale en Martinique, retour à Brest),.

### Missions de protection des baleiniers

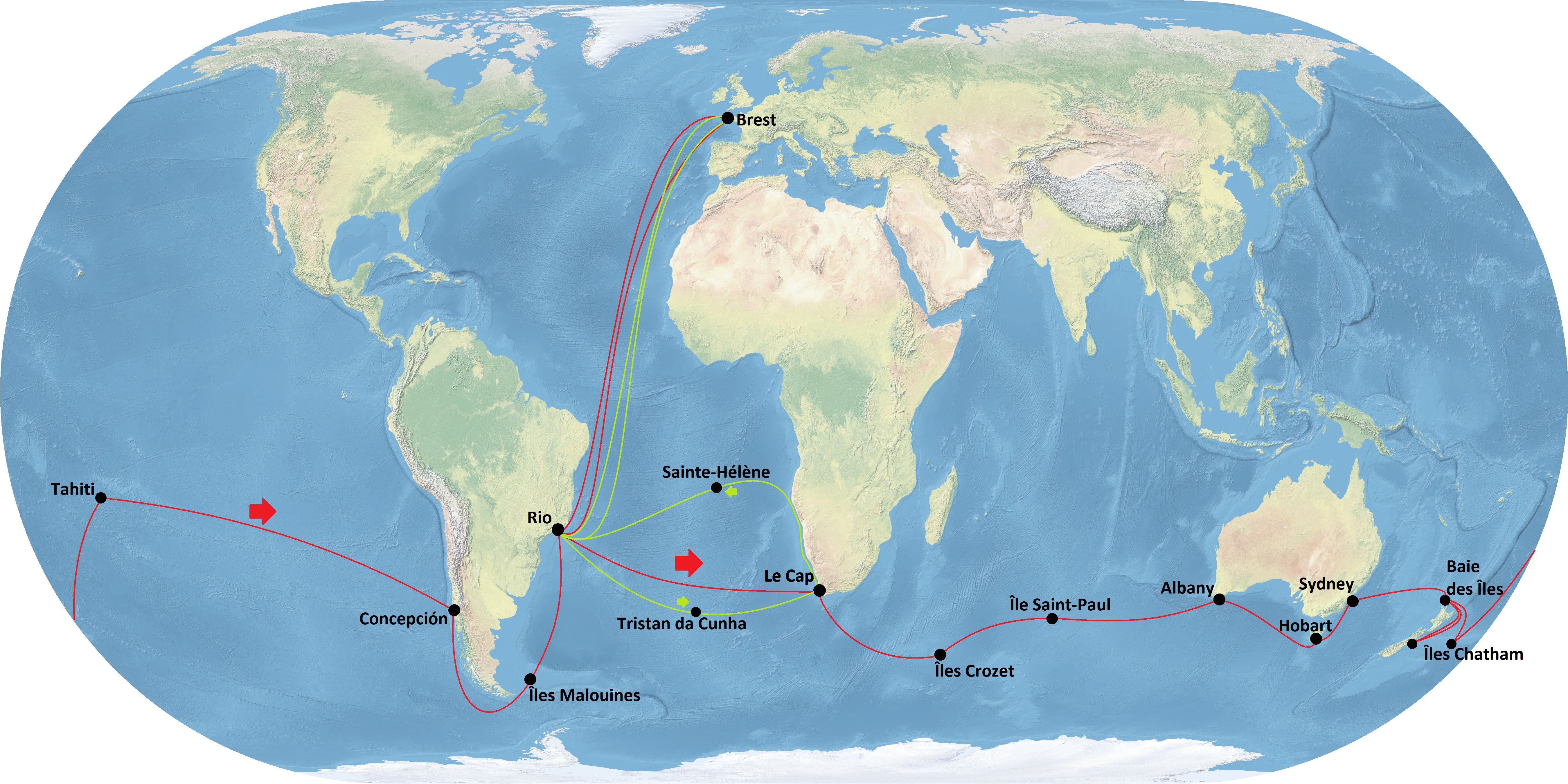
Trajet de la corvette l'Héroïne lors des deux campagnes de protection des baleiniers français de juillet 1835 à janvier 1837 (vert) puis de juillet 1837 à juillet 1839 (rouge).

Du 15 juillet 1835 au 23 janvier 1837 : l'Héroïne est affectée à une mission de protection des baleiniers français dans l'océan Atlantique sud, sous le commandement de Jean-Baptiste Cécille, capitaine de frégate. Son second est Marie Jean-François Layrle, lieutenant de vaisseau. La corvette navigue aux environs des îles Tristan da Cunha, avant de faire escale dans la ville du Cap. Entre avril et août 1836, elle entreprend ensuite de visiter les baies de l'Afrique australe occidentale, mais le nombre de baleiniers rencontrés est assez faible. La plupart d'entre eux fréquentent désormais les océans Indien ou Pacifique, où les baleines sont plus nombreuses. 
Du 1er juillet 1837 au 24 juillet 1839, l'Héroïne effectue une seconde mission de protection des baleiniers français autour du monde, dans l'océan Atlantique sud, l'océan Indien et l'océan Pacifique, toujours sous le commandement de Jean-Baptiste Cécille, capitaine de vaisseau. Au départ de Brest, la corvette effectue d'abord des escales au Brésil, puis au Cap. Elle prend ensuite la direction des îles de l'océan Indien, approche les îles du Prince-Édouard, séjourne brièvement aux îles Crozet et Saint-Paul en novembre et décembre 1837, avant de se diriger vers l'Australie et la Tasmanie. L'Héroïne quitte Sydney le 15 avril 1838, elle visite ensuite longuement la Nouvelle-Zélande, s'arrêtant notamment en baie des Îles et en péninsule de Banks, poussant jusqu'aux îles Chatham pour y exercer des représailles après le massacre de l'équipage du baleinier Jean-Bart. Au cours de la traversée du Pacifique, l'Héroïne effectue une escale à Tahiti début décembre 1838, au cours de laquelle la reine Pomaré est reçue à bord avec les honneurs. La corvette gagne ensuite les côtes du Chili, franchit le cap Horn et visite les îles Malouines en avril 1839. Après une dernière escale au Brésil, la corvette rentre à Brest en juillet 1839, 25 mois après son départ.
L'Héroïne est refondue en 1840.
Du 1er mai 1841 au 28 février 1844 : mission dans l'océan Indien, l'océan Pacifique et en mer de Chine, sous le commandement de Félix Favin-Lévêque, capitaine de corvette (départ de Brest, escales au Brésil, à l'île Bourbon, en Nouvelle-Zélande, en Australie, à Madagascar, en mer de Chine, retour à Brest). En mars 1843, en escale à Tourane, en Cochinchine, Favin-Lévêque obtient la libération de cinq missionnaires français emprisonnés à Hué : Berneux, Charrier, Miche, Duclos et Galy.
Départ le 18 octobre 1844 pour les mers du sud, sous le commandement de M. Lecointe, capitaine de vaisseau. L'écrivain de marine et peintre Félix Marant-Boissauveur (1821-1900), né à Lorient, participa entre 1844 et 1849 à cette campagne. 
L'Héroïne est rayée des listes en 1850 (elle apparaît désarmée dès avril 1849), rebaptisée Plougastel en 1861. Vraisemblablement utilisée comme ponton, elle est détruite en 1867.

## Philatélie
En 1995, le service postal des Terres Australes et Antarctiques Françaises a émis un timbre d'une valeur faciale de 27,30 F portant la mention "L'Héroïne mission aux îles Crozet 1837" et illustré d'un dessin de la corvette.